# Iapetusoceaan

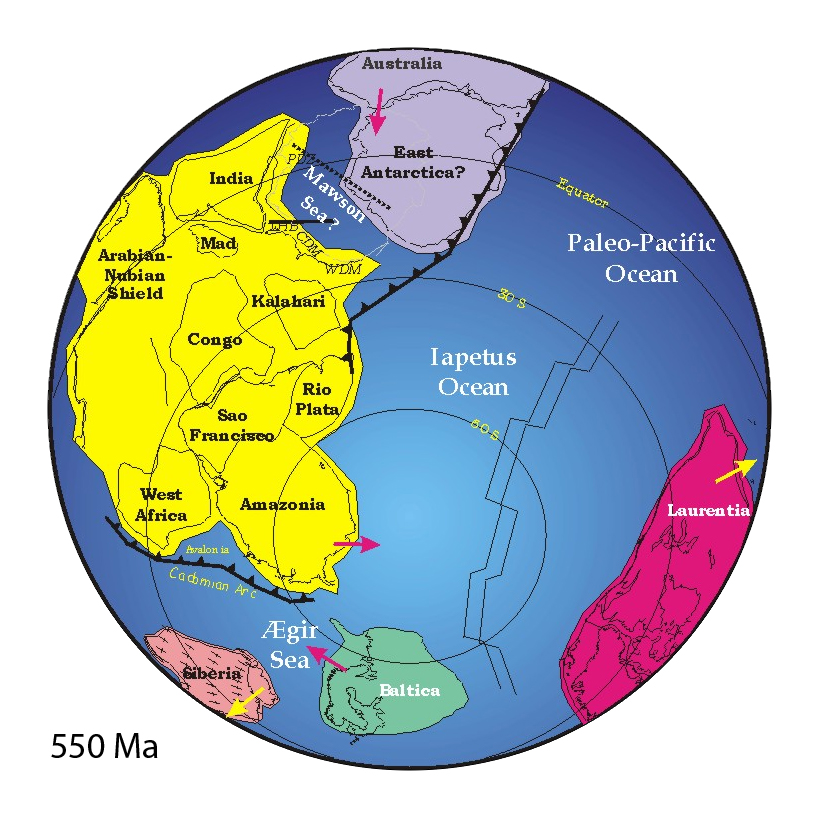
Ligging van de continenten rond 550 Ma, met de Iapetusoceaan in het midden van de globe.

De Iapetusoceaan was een oceaan, die in het late Neoproterozoïcum en vroege Paleozoïcum (ongeveer tussen 650 en 420 miljoen jaar geleden) tussen de paleocontinenten Laurentia, Baltica en Avalonia lag. De oceaan verdween met de Caledonische en Taconische orogeneses, toen deze drie continenten samen met een aantal kleinere terreinen tegen elkaar aan kwamen te liggen.
De Iapetusoceaan is genoemd naar de titaan Iapetus, in de Griekse mythologie de vader van Atlas, waarnaar de Atlantische Oceaan genoemd is. Omdat de oceaan zich bevond tussen de landmassa's die later Europa en Noord-Amerika zouden vormen, kan hij als een voorloper van de Atlantische Oceaan beschouwd worden.

## Ligging in het Paleozoïcum
De Iapetusoceaan werd in het zuiden begrensd door Gondwana of terreinen die van dat continent afbraken, zoals het microcontinent Avalonia. In het zuidwesten werd de Iapetusoceaan waarschijnlijk vanaf het Vroeg-Cambrium (rond 540 miljoen jaar geleden) begrensd door een vulkanische eilandboog. Deze bevond zich boven een subductiezone waar de oceanische korst van de Iapetusoceaan subduceerde. Hierdoor nam de oceaan waarschijnlijk in breedte af vanaf het Cambrium. Hetzelfde gebeurde ook verder naar het noorden en oosten, waar vanaf het Ordovicium (488-444 miljoen jaar geleden) zowel Avalonia als Baltica richting Laurentia begonnen te bewegen. De Finnmarkische fase die in Noorwegen teruggevonden wordt (560-480 miljoen jaar geleden), moet veroorzaakt zijn door de ontwikkeling van een subductiezone langs de westelijke rand van Baltica, die eerder nog een passieve marge van de Iapetusoceaan vormde. De trilobietfauna's van het continentaal plat van Baltica en Laurentia verschilden tijdens het vroege Ordovicium nog sterk van elkaar, maar naarmate de continenten dichter bij elkaar kwamen te liggen mengden de populaties zich.
Terwijl in het westen, aan de zuidelijke rand van Laurentia, de Iapetusoceaan zich sloot tijdens de Taconische orogenese (480-430 miljoen jaar geleden), gebeurde hetzelfde in het oosten door de Scandische fase van de Caledonische orogenese (440-420 miljoen jaar geleden). Aan het einde van het Siluur (rond 420 miljoen jaar geleden) was de Iapetusoceaan verdwenen. Uit de verzamelde continentale massa was een nieuw continent ontstaan: Euramerika of Laurussia.

## Ontstaan
Hoewel de manier waarop de Iapetusoceaan verdween redelijk goed bekend is, is de ligging van de continenten rond zijn ontstaan minder duidelijk. Rond 750 miljoen jaar geleden, in het late Neoproterozoïcum, lagen Baltica, Laurentia en andere kratons die later Gondwana zouden vormen aaneengesloten in het supercontinent Rodinia. Het is echter nog niet duidelijk hoe de continenten precies aan elkaar lagen. Wat wel duidelijk is, is dat er gedurende het Cryogenium intrakratonische bekkens waren ontstaan.
Op diverse plekken in Scandinavië worden basaltische dikes gevonden met ouderdommen van 670 tot 650 miljoen jaar. Deze worden algemeen gezien als uitingen van het riften (opbreken) van Rodinia en ontstaan van de Iapetusoceaan.

Ligging van de continenten na de Caledonische orogenese (Laat-Siluur t/m Perm). Het verschil in fossiele Vroeg-Paleozoïsche fauna's aan beide zijden van de rode lijn is het gevolg van de scheiding van de twee helften door een oceaan in de tijd voor Pangea.

## Onderzoeksgeschiedenis
Het verschil tussen de Vroeg-Paleozoïsche benthische trilobieten van Laurentia (kenmerkend zijn Olenellidae, dit werd wel een "Pacifische fauna" genoemd), zoals ze in het noordwesten van Schotland en (er in het Paleozoïcum aan vast liggende) westen van Newfoundland gevonden worden enerzijds en die van Baltica (kenmerkend zijn Paradoxididae, vaak een "Atlantische fauna" genoemd), zoals ze in het zuiden van Groot-Brittannië gevonden werd al aan de 19e eeuw door de Amerikaanse paleontoloog Charles Walcott opgemerkt. Men veronderstelde dat er in die tijd een diepe trog tussen het noorden en zuiden van Groot-Brittannië moest hebben gelegen, een zogenaamde geosyncline.
Met de opkomst van de platentektoniek in de jaren 60 van de twintigste eeuw maakten geologen als Arthur Holmes of Tuzo Wilson de conclusie dat de Atlantische Oceaan voor de tijd van Pangea een voorloper gehad moest hebben.